# Сітне (Корочанський район)
Сітне (рос. Сетное) — село у Корочанському районі Бєлгородської області Російської Федерації.
Населення становить 330 осіб. Входить до складу муніципального утворення Афанасівське сільське поселення.

## Історія
Населений пункт розташований у східній частині української суцільної етнічної території — східній Слобожанщині.
Згідно із законом від 20 грудня 2004 року № 159 від 20 грудня 2004 року органом місцевого самоврядування є Афанасівське сільське поселення.

## Населення
| 2002 | 2010 |
| ---- | ---- |
| 371  | ↘330 |